# La Catedral (Asunción)
La Catedral es uno de los más antiguos y principales barrios de la ciudad de Asunción, Paraguay, ubicado dentro del Centro Histórico de esta ciudad.

## Historia
Se cree que luego del gran incendio de Asunción, en 1543, el enclave actual de la Iglesia de la Catedral de la Asunción, de Asunción, que da nombre al barrio, es básicamente el mismo, aunque haya modificado su estructura en repetidas ocasiones. La última reconstrucción de la Catedral fue durante el gobierno de Carlos Antonio López hacia 1850, con diseño del arquitecto vasco Pascual Urdapilleta.

## Límites
El barrio La Catedral limita con los barrios La Encarnación, General Díaz, San Roque y Ricardo Brugada (La Chacarita).

## Vías y Medios de Comunicación
Las arterias de este barrio están asfaltadas en su totalidad. Las principales vías de comunicación de este barrio son la Avda. Mariscal López, Eligio Ayala, Azara, Herrera, Cerro Corá, Tte. Fariña, entre otros. 

## Lugares
El barrio La Catedral alberga a importantes puntos turísticos de la capital paraguaya, entre ellos, el edificio del Congreso Nacional (antiguo Cabildo de Asunción, hoy convertido en Centro Cultural de la República), la Plaza de la Independencia, el Edificio de los Correos, el Panteón Nacional de los Héroes y Oratorio de la Virgen de la Asunción (obra del arquitecto italiano Alessandro Ravizza, reproducción en menor escala del Panteón de París del arquitecto Soufflot), el Ministerio de Relaciones Exteriores, el emblemático Hotel Guaraní, el Banco Nacional de Fomento (construcción neoclásica, cuya arquitectura reproduce el Palacio de Buckingham de Londres, en menor escala), la Plaza Uruguaya y otros más.